# Рабка-Здруй
Ра̀бка-Здруй (на полски: Rabka-Zdrój) е град в Южна Полша, Малополско войводство, Новотаргски окръг. Административен център е на градско-селската Рабкенска община. Заема площ от 36,31 км2.

## Население
Според данни от полската Централна статистическа служба, към 1 януари 2014 г. населението на града възлиза на 13 154 души. Гъстотата е 362 души/км2.